# Robert Blake
Robert Blake (27 de setembro de 1598 - 17 de agosto de 1657) foi um importante comandante naval da Inglaterra e um dos almirantes ingleses mais famosos do século XVII. Seus sucessos foram considerados "nunca foram superados, nem mesmo por Nelson", de acordo com um biógrafo. Blake é reconhecido como o principal fundador da supremacia naval da Inglaterra, um domínio subsequentemente herdado pela Marinha Real Britânica no início do século XX. Apesar disso, devido a tentativas deliberadas de expurgar os parlamentares da história após a Restauração, as conquistas de Blake tendem a não receber o reconhecimento completo que merecem.

## Família e infância
A família Blake teve assento por várias gerações em (e eram os Senhores da Mansão de) Tuxwell, na paróquia dos Bispos Lydeard, perto de Bridgwater, Somerset. O primeiro membro da família localizado nos registros foi Humphrey Blake, que viveu no reinado de Henrique VIII. O avô do almirante Blake, também chamado Robert, foi o primeiro da família a sair sozinho da vida no campo como comerciante, na esperança de enriquecer com o comércio espanhol. Ele serviu como magistrado chefe de Bridgwater várias vezes, em reconhecimento da estima que os habitantes da cidade o tinham. Seu filho, Humphrey, o sucedeu nos negócios e, além das propriedades de seu pai em Puriton (da qual ele detinha o senhorio), Catcot, Bawdrip e Woolavington entraram na propriedade em Plainsfield mantida pela família de sua esposa, Sara Williams, desde o reinado de Henrique VII.
Robert Blake foi o primeiro filho de treze filhos de Humphrey e Sara. Ele frequentou a Bridgwater Grammar School for Boys, depois foi para o Wadham College, em Oxford. Ele esperava seguir uma carreira acadêmica, mas não conseguiu garantir uma bolsa de estudos no Merton College, provavelmente em consideração às suas opiniões políticas e religiosas, mas também porque o diretor de Merton, Sir Henry Savile, tinha 'uma aversão excêntrica por homens de baixa estatura'. Blake, com um metro e meio e quinze de altura, falhou, portanto, em cumprir o "padrão de beleza masculina" de Savile.
Após sua saída da universidade em 1625, acredita-se que Blake estava engajado no comércio, e um escritor holandês posteriormente afirmou que ele havia vivido "cinco ou seis anos" em Schiedam. Tendo retornado a Bridgwater, provavelmente por causa da morte de sua mãe em 1638, ele decidiu se candidatar às eleições para o Parlamento.

## Na política
Em 1640, Blake foi eleito Membro do Parlamento por Bridgwater no Short Parliament. Quando a Guerra Civil Inglesa estourou durante o período do Longo Parlamento, e não tendo sido reeleito, Blake começou sua carreira militar ao lado dos parlamentares, apesar de não ter experiência substancial em questões militares ou navais.
Ele voltaria mais tarde para se recuperar de um ferimento sofrido na Batalha de Portland. Durante esse tempo, ele representou Bridgwater no Parlamento Barebone de 1653 e no Parlamento do Primeiro Protetorado de 1654 e Taunton no Parlamento do Segundo Protetorado de 1656 antes de retornar ao mar.

## Em terra
Depois de ingressar na New Model Army como um capitão de regimento de Alexander Popham, Blake distinguiu-se no cerco de Bristol (Julho de 1643) e foi promovido a tenente-coronel. Após seu papel de liderança na detenção de Lyme Regis no Cerco de Lyme Regis (abril de 1644), ele foi promovido a coronel. Ele passou a deter o enclave parlamentar de Taunton durante o Cerco de Taunton (1645), que lhe rendeu reconhecimento nacional e onde ele declarou que comeria três de seus quatro pares de botas antes de se render. Posteriormente, ele conseguiu vencer o Cerco de Dunster (novembro de 1645).

## No mar
Blake foi nomeado general no mar em 1649. Embora seja comumente usado, o nome de Blake nunca foi prefixado por 'almirante', uma patente que não era usada na marinha parlamentar; sua atual patente de general no mar combinava o papel de almirante e comissário da Marinha. Em 1651 ele liderou uma força para remover com sucesso o monarquista Sir John Grenville das Ilhas Scilly, onde ele havia sido nomeado governador por Carlos II após uma rebelião local.
Blake é frequentemente referido como o 'Pai da Marinha Real'. Além de ser o grande responsável pela construção da maior marinha que o país já conheceu, de algumas dezenas de navios a bem mais de cem, ele foi o primeiro a manter uma frota no mar durante o inverno. Blake também produziu o primeiro conjunto de regras e regulamentos da Marinha, As Leis da Guerra e Ordenanças do Mar, a primeira versão do qual, contendo 20 disposições, foi aprovada pela Câmara dos Comuns em 5 de março de 1649, com um versão impressa publicada em 1652 como As Leis da Guerra e Ordenanças do Mar (Ordenadas e Estabelecidas pelo Parlamento da Comunidade da Inglaterra), listando 39 ofensas e suas punições - principalmente a morte. O Instruções dos almirantes e generais da Frota para Conselhos de Guerra, emitidas em 1653 por Blake, George Monck, John Disbrowe e William Penn, também instituíram as primeiras cortes marciais navais na marinha inglesa.
Blake desenvolveu novas técnicas para conduzir bloqueios e outras manobras; suas Instruções de Vela e Instruções de Combate, que foram grandes revisões das táticas navais escritas durante a recuperação de uma lesão em 1653, foram a base das táticas navais inglesas na Era da Vela. As Instruções de combate de Blake, emitidas pelos generais no mar em 29 de março de 1653, são as primeiras instruções conhecidas a serem escritas em qualquer idioma para adotar o uso da formação de batalha de linha única à frente Blake também foi o primeiro a atacar repetidamente com sucesso, apesar fogo de fortes em terra.
Em 1656, um ano antes de sua morte, Blake foi nomeado Lord Warden dos Cinque Ports.

### Guerra Civil Inglesa
Veja também a Guerra Civil Inglesa
Em 11 de janeiro de 1649, o príncipe Rupert do Reno liderou oito navios com tripulação insuficiente para Kinsale, na Irlanda, em uma tentativa de impedir que os parlamentares tirassem a Irlanda dos realistas. Blake bloqueou a frota de Rupert em Kinsale a partir de 22 de maio, permitindo que Oliver Cromwell pousasse em Dublin em 15 de agosto. Blake foi expulso por uma tempestade em outubro e Rupert escapou pela Espanha para Lisboa, onde expandiu sua frota para 13 navios. Blake foi ao mar com 12 navios em fevereiro de 1650 e lançou âncora em Lisboa na tentativa de persuadir o rei português a expulsar Rupert. Depois de dois meses, o rei decidiu apoiar Rupert. Blake foi acompanhado por outros quatro navios de guerra comandados por Edward Popham, que trouxe autoridade para ir à guerra com Portugal.
Rupert falhou duas vezes em quebrar o bloqueio, que finalmente foi levantado depois que Blake partiu para Cádis com sete navios que ele havia capturado após um confronto de três horas com 23 navios da frota portuguesa (durante o qual o vice-almirante português também foi afundado). Blake se engajou novamente com Rupert, agora com seis navios, em 3 de novembro perto de Málaga, capturando um navio. Dois dias depois, os outros navios de Rupert na área foram levados para terra tentando escapar de Cartagena, garantindo a supremacia parlamentar no mar e o reconhecimento do governo parlamentar por muitos estados europeus. O Parlamento aprovou para Blake 1 mil libras como forma de agradecimento em fevereiro de 1651. Em junho do mesmo ano, Blake conquistou as ilhas Scilly, o último posto avançado da marinha realista, pelo qual recebeu novamente os agradecimentos do Parlamento. Logo depois ele foi nomeado membro do Conselho de Estado.
Graças ao seu comando do mar, a frota foi capaz de abastecer o exército de Cromwell com provisões enquanto ele marchava com sucesso sobre a Escócia. No final de 1652, as várias colônias inglesas nas Américas também haviam sido asseguradas.

### Primeira Guerra Anglo-Holandesa
Veja também Primeira Guerra Anglo-Holandesa
As próximas aventuras de Blake foram durante a Primeira Guerra Anglo-Holandesa. A guerra começou prematuramente com uma escaramuça entre a frota holandesa de Maarten Tromp e Blake ao largo de Folkestone em 29 de maio de 1652, a Batalha de Goodwin Sands. A guerra propriamente dita começou em junho com uma campanha inglesa contra as Índias Orientais Holandesas, o Báltico e o comércio de pesca de Blake, no comando de cerca de 60 navios. Em 5 de outubro de 1652, o vice-almirante holandês Witte Corneliszoon de With, subestimando a força dos ingleses, tentou atacar Blake, mas devido ao clima foi Blake quem atacou em 8 de outubro de 1652 na Batalha de Kentish Knock, mandando de With para a Holanda derrotado. O governo inglês parecia pensar que a guerra havia acabado e mandou navios para o Mediterrâneo. Blake tinha apenas 42 navios de guerra quando foi atacado e derrotado decisivamente por 88 navios holandeses sob Tromp em 9 de dezembro de 1652 na Batalha de Dungeness, perdendo o controle do Canal da Mancha para os holandeses. Enquanto isso, os navios mandados embora também foram derrotados na Batalha de Livorno.
Após o fraco desempenho da marinha em Dungeness, Blake exigiu que os Lordes Comissários do Almirantado promulgassem reformas importantes. Eles cumpriram, entre outras coisas, promulgando artigos de guerra para reforçar a autoridade de um almirante sobre seus capitães. Blake então navegou com cerca de 75 navios para interromper a navegação do Canal, enfrentando Tromp com uma frota de tamanho semelhante na Batalha de Portland de 28 de fevereiro a 2 de março de 1653, quando Tromp escapou com seu comboio sob o manto da escuridão.
Na Batalha de Gabbard em 12 e 13 de junho de 1653, Blake reforçou os navios dos generais Richard Deane e George Monck e derrotou decisivamente a frota holandesa, afundando ou capturando 17 navios sem perder nenhum. Agora também o Mar do Norte foi colocado sob controle inglês, e a frota holandesa foi bloqueada em vários portos até a Batalha de Scheveningen, onde Tromp foi morto.
Alcançada a paz com os holandeses, Blake partiu em outubro de 1654 com 24 navios de guerra como comandante-chefe da Frota do Mediterrâneo, dissuadindo com sucesso o duque de Guise de conquistar Nápoles.

### Bei de Tunes
Em abril de 1655, Blake foi enviado ao Mediterrâneo novamente para obter compensação dos Estados piratas que haviam atacado os navios ingleses. O Bei de Tunes recusou indenização, e com 15 navios Blake destruiu as duas baterias de terra e nove navios argelinos em Porto Farina, a primeira vez que baterias de terra foram retiradas sem desembarque de homens.

### Guerra Anglo-Espanhola
Veja também Guerra Anglo-Espanhola (1654)
Em fevereiro de 1656, a rivalidade comercial com a Espanha logo se transformou em guerra. Na Guerra Anglo-Espanhola, Blake bloqueou Cádis, durante a qual um de seus capitães, Richard Stayner, destruiu a maior parte da frota da placa espanhola na Batalha de Cádis. Um galeão com um tesouro foi capturado e a perda total para a Espanha foi estimada em £ 2 milhões. Blake manteve o bloqueio durante o inverno, a primeira vez que a frota ficou no mar durante o inverno.
Em 20 de abril de 1657, Blake destruiu totalmente outro comboio mercante armado, a frota espanhola das Índias Ocidentais, na Batalha de Santa Cruz de Tenerife - um porto tão bem fortificado que se pensava ser inexpugnável a ataques do mar - para o perda de apenas um navio. Embora a prata já tivesse sido desembarcada, a vitória de Blake atrasou sua chegada ao tesouro real do governo espanhol e conquistou o respeito da nova Marinha inglesa em toda a Europa. Como recompensa, Blake recebeu um caro anel de diamante de Cromwell. A ação também lhe rendeu o respeito 140 anos depois de Lord Nelson, que perdeu seu braço em um ataque fracassado; em uma carta escrita em 17 de abril de 1797, para Almirante Sir John Jervis, Nelson escreveu "Não me considero igual a Blake", antes de passar a delinear os planos para seu próprio ataque. Lord Nelson classificou Robert Blake como um dos maiores generais navais já conhecidos, mesmo quando comparado com sua própria reputação.

## Morte
Depois de sair de Cádis novamente por um tempo, Blake voltou para casa, mas morreu de velhos ferimentos em Plymouth. Concederam a ele funeral de estado, sepultado na Abadia de Westminster na presença de Oliver Cromwell e os membros do Conselho de Estado (embora seus órgãos internos já havia sido enterrado em St Andrew Igreja, Plymouth). Após a restauração da monarquia, seu corpo foi exumado em 1661 e despejado em uma vala comum no cemitério da igreja de Santa Margarida, ao lado da Abadia, por ordem do novo rei, Carlos II.

## Homenageando Blake
Na Abadia de Westminster, um memorial de pedra de Robert Blake, inaugurado em 27 de fevereiro de 1945, pode ser encontrado no corredor do coro sul.  
A Igreja de St Margaret, onde Blake foi enterrado novamente, tem um vitral retratando a vida de Blake, junto com uma placa de latão em sua memória, inaugurada em 18 de dezembro de 1888. Um moderno memorial de pedra para Blake e os outros parlamentares reenterrados no cemitério foi embutido na parede externa à esquerda da entrada principal da igreja.
Em 1926, a casa em Bridgwater onde se acredita que Blake nasceu foi comprada e transformada no Museu de Blake, onde uma sala é dedicada a ele e suas façanhas.
Blake é uma das quatro figuras marítimas retratadas com uma estátua na fachada do Deptford Town Hall, no bairro londrino de Lewisham.
Blake e seu carro-chefe Triumph apareceram em um selo postal de segunda classe emitido em 1982.
Em 2007, vários eventos aconteceram em Bridgwater, Somerset, de abril a setembro para comemorar o 350.º aniversário da morte de Robert Blake. Isso incluiu uma cerimônia cívica em 8 de julho de 2007 e um mercado do século XVII em 15 de julho de 2007.
Na Marinha Real, uma série de navios levaram o nome de HMS Blake em homenagem ao general no mar. O sino do último HMS Blake, descomissionado em 1982, está em exibição na Igreja de Saint Mary, Bridgwater.
O campo petrolífero de Blake no setor do Mar do Norte no Reino Unido é nomeado em homenagem ao general do mar.
Blake também é mencionado no poema Ye Mariners of England de Thomas Campbell, e é o tema do poema Robert Blake, General e Almirante das Forças Parlamentares. por Letitia Elizabeth Landon (1836). 
Blake também tem uma escola com o seu nome no The Royal Hospital School e uma divisão na Britannia Royal Naval College.

## Parentes
O irmão de Blake, Benjamin Blake (1614–1689), serviu sob Robert, emigrou para a Carolina em 1682 e foi o pai de Joseph Blake, governador da Carolina do Sul em 1694 e de 1696 a 1700.
O irmão de Blake, Samual Blake, lutou sob o comando de Popham antes de ser morto em um duelo em 1645.
Um parente colateral era o historiador Robert Blake, Baron Blake (1916–2003).